# Elisabeth Barmarin
Elisabeth Barmarin (Lodelinsart, 1915 – Ukkel, 2010) was een Belgisch beeldhouwer.

## Leven en werk
Barmarin werd opgeleid aan de Koninklijke Academie voor Schone Kunsten van Brussel, onder leiding van Égide Rombaux. In haar vroege werk maakte ze vooral gestileerde figuren, zoals haar beeld van Maria-Tenhemelopneming voor de kerk in Bouge (1929). Later maakte ze meerdere portretten, reliëfs en 'spiegel-dozen'. Voor de laatste categorie plaatste ze afgeschilferde of behandelde spiegels achter in dozen, waardoor bij het bekijken een donkere figuur zichtbaar werd. Ze werkte in klei, was, steen en brons. In 1939 won ze de Godecharleprijs. 
Elisabeth Barmarin was tekenlerares aan het Institut supérieur d'Architecture de Saint-Luc en tot 1981 de eerste directeur van de in 1972 opgerichte École de recherche graphique (ERG) in Brussel.

## Enkele werken
- 1929: beeld van Maria-Tenhemelopneming voor de Eglise Notre-Dame de l'Assomption in Bouge.
- 1939: reliëfportret van Georges A. Detry (1899-1939), voor diens grafmonument op de begraafplaats van Elsene.
- ca. 1952: reliëf Kegelaars, achtergevel Station Brussel-Centraal, Keizerinlaan, Brussel.[2]
- 1996: beeld van koning Boudewijn op het Charles Lagrange plein, bij de hoofdingang van de Koninklijke Sterrenwacht in Ukkel.
- 1998: hautreliëf van koning Boudewijn voor het metrostation Koning Boudewijn, bij de uitgang naar de Keizerin Charlottelaan in Brussel.[3]
- reliëf met studentes voor het fronton van het Lyceum Martha Somers in Brussel.
- oorlogsmonument voor Saint-Hubert.

- RKD-Nederlands Instituut voor Kunstgeschiedenis: 117477